# Бітуіт (вождь арвернів)
Бітуіт (II ст. до н. е.) — останній великий вождь кельтського племені арвернів.

## Життєпис
Був сином вождя арвернів — Луерна. Про молоді роки та початкову діяльність як вождя про Бітуіта немає відомостей. Десь у 130-х роках до н. е. він очолив плем'я арвернів, одне з наймогутніших племен Галлії. Він одразу вступив у боротьбу з іншим могутнім племенем — едуями — союзниками Римської республіки.
У 125 році до н. е. Бітуіт втрутився у конфлікт між саліями, лігурійським племен, що мешкало на території сучасного Прованса (Франція) та містом Массілія. союзником Рима. До бітуіта приєдналися також кельтське плем'я аллоброгів. Союзники розбили війська массілійців та взяли місто в облогу. У 122 році до н. е. на допомогу Массілії прийшов римський консул Гней Доміцій Агенобарб, який змусив Бітуіта відступити. Подальші перемовини щодо встановлення миру не дали результатів. З приходом до Галлії Квінта Фабія Максима з новим військом бойові дії розпочалися знову.
Бітуіт зібравсвоїх союзників - аллоброгів та рутенів. Вирішальна битва між армією Бітуіта (близько 120 тисяч вояків) та римлянами відбулася біля містечка Віндаліум у 121 році до н. е., в який останні здобули блискучу перемогу. Бітуіт та його син Конденіат потрапили у полон. Їх було відправлено до Риму. Тут у державній в'язниці Бітуіт й сконав.
В результаті поразки арвернів на чолі із Бітуітом, Римська республіка захопила південну галлію, утворивши нову провінцію Нарбонська Галлія, союзники Бітуіта — аллоброги потрапили у залежність від римлян, римський сенат став патроном цього галльського племені, а вплив арвернів у Галлії було підірвано.